# 명호중학교
명호중학교(鳴湖中學校)는 대한민국 부산광역시 강서구 명지동에 있는 공립 중학교이다.

## 학교 연혁
- 2008년 11월 5일 : 명호중학교 개교 설립 공포
- 2009년 3월 1일 : 초대 이상백 교장 취임
- 2009년 3월 2일 : 시업식, 6학급(2학년 46명, 3학년 38명)
- 2009년 3월 3일 : 제1회 입학식(48명) 1,2,3학년 6학급
- 2009년 7월 8일 : 교육과학기술부지정 『사교육없는 학교』 운영
- 2011년 3월 1일 : 부산광역시 교육청지정 『창의·인성 선도학교』 운영
- 2012년 3월 2일 : 교육과학기술부지정 창의인성모델학교 선정
- 2019년 9월 27일 : 부산광역시교육청 지원 교내 무한상상실 구축
- 2020년 1월 30일 : 부산광역시교육청 지원 학교공간혁신사업 휴게 쉼터(악동터) 구축
- 2023년 9월 1일 : 제6대 안용주 교장 취임
- 2025년 2월 6일 : 제16회 졸업식(266명, 누계 4,474명)
- 2025년 3월 4일 : 제17회 입학식(318명)

## 참고 자료
- 명호중학교 - 한국교육학술정보원 학교알리미